# Hieracium pardoanum
Hieracium pardoanum là một loài thực vật có hoa trong họ Cúc. Loài này được Arv.-Touv. & G.Gaut. mô tả khoa học đầu tiên.